# フレンズ (レッド・ツェッペリンの曲)
「フレンズ」 (Friends) は、イギリスのロックグループ、レッド・ツェッペリンの楽曲。1970年、彼らの第3作アルバム『レッド・ツェッペリン III』のA面2曲目に収められて発表された。作詞作曲はジミー・ペイジとロバート・プラント。レコードでの演奏時間は3分50秒余。

## 概要
アコースティック・ギターと弦楽合奏とを中心として作られた、無調性的な雰囲気の実験的なハードロックナンバーである。イントロで聴かれるギターのコードストロークに関して、クロスビー、スティルス、ナッシュ&ヤングの楽曲「Carry on」（アルバム『Deja Vu』所収）との類似を指摘する声もある。
ペイジが変則チューニング（一弦からE-C-G-C-A-C／「オープンC6」とでも呼ぶべきか）のギターで奏でるコードストロークから始まり、プラントのハイトーンのシャウト、弦楽合奏、ボンゴが絡まって不思議な雰囲気を醸し出す。終結間際にシンセサイザーが加わって、その響きが持続する中、途切れることなく次の曲「祭典の日」へと繋がってゆく。
1972年のオーストラリア公演からの帰途、ペイジとプラントとがインドに立ち寄った際、ボンベイ・シンフォニー・オーケストラとともに実験的なセルフカヴァーを録音している。

## ステージ・パフォーマンス
レッド・ツェッペリンのステージでは一度だけ、1971年9月29日、大阪公演で演奏された。この曲はペイジのお気に入りであり、レッド・ツェッペリン解散後、「ペイジ&プラント」のステージでも披露されてライヴ・アルバム『ノー・クォーター』（1994年）にも収録されている。